# 高城入姫命
高城入姫命（たかき の いりひめ の みこと、生没年不詳）は、『記紀』に伝えられる古墳時代の皇族（王族）。『古事記』は高木之入日売命に作る。父は品陀真若王（ほんだのまわかのおう）（五百城入彦皇子の王子、景行天皇の孫王）で、母は金田屋野姫命（建稲種命の女）。応神天皇の妃の一人で、額田大中彦皇子（ぬかた の おおなかつひこ の みこ）、大山守皇子（おおやまもり の みこ）、去来真稚皇子（いざ の まわか の みこ）、大原皇女（おおはら の ひめみこ）、澇来田皇女（こむくた の ひめみこ）の生母。同母妹の仲姫命（なかつひめのみこと）は応神天皇の皇后で、弟姫命も応神天皇の妃となっている。

## 略歴
高城入姫命の事蹟に関する記録は非常に乏しく、『日本書紀』によれば、妹の仲姫命が応神天皇の皇后になる前にすでに高城入姫命が妃になっており、額田大中彦皇子、大山守皇子などを生んだとしている。『古事記』における記述もほぼ同様である。高城入姫命ら三姉妹の父である五百城入彦皇子は、日本武尊・稚足彦（後の成務天皇）とともに、景行天皇の皇子の中で地方に派遣されぬまま、天皇の膝元にとどめ置かれた「太子」としている。

## 考証
井上光貞は、成務・仲哀両天皇の和式名称の風格が時代の特徴に合わず、『帝紀』に記された景行天皇の元々の後継者は五百城入彦皇子であり、日本武尊・神功皇后が挿入された結果、2名の架空の天皇の系譜が作られたのではないかと推察している。すなわち裏を返せば、高城入姫命ら三姉妹は崇神天皇の系譜と応神天皇の系譜を繋ぐ役割を果たしており、応神天皇は品陀真若王の3人の娘の入り婿として後を継いだのではないかという説を唱えている。